# Carpanzano
Carpanzano és un municipi italià, dins de la província de Cosenza, que limita amb els municipis d'Altilia, Belsito, Colosimi, Marzi i Scigliano a la mateixa província.

## Evolució demogràfica
| Població censada al municipi de Carpanzano | Població censada al municipi de Carpanzano    | Població censada al municipi de Carpanzano |
| ------------------------------------------ | --------------------------------------------- | ------------------------------------------ |
|                                            |                                               |                                            |
| Notes:                                     | Elaboració gràfica per part de la Viquipèdia  |                                            |
|                                            | Font: ISTAT (Institut Nacional d'Estadística) |                                            |